# Mario Bellusi
Mario Bellusi (Ferrara, 20 febbraio 1893 – Roma, 1955) è stato un poeta, incisore e fotografo italiano.

## Biografia
Le notizie sull'artista ferrarese sono estremamente scarse, così come quelle relative alle sue opere. Dubbi si avanzano anche sulla data di nascita che alcuni la collocano al 1891. Iniziò la sua attività artistica come poeta, pubblicando con lo pseudonimo di Marius de Paolis. Apprese e fu attratto dall'estetica di Gabriele d'Annunzio e dal simbolismo dell'opera di Adolfo De Carolis, che in quel clima disegnò le sue xilografie fortemente ispirate alle tematiche simboliste. Realizzò le xilografie del volumetto poetico Io e il mio cuore di Giuseppe Ravegnani, 1916, e A l'alpeggio, bozzetti di frontiera di Auro D'Alba, 1917, firmandosi come Mario Bellusi De Paoli.  
Aveva già scoperto il movimento futurista tramite il maestro Corrado Govoni, la cui poetica non si distaccò da quella dannunziana e quella di Pascoli, al quale aderì a partire dal 1913. Forse nascerà da quel momento in Bellusi il desiderio di avvicinarsi anche alla fotografia, sperimentando in particolare il fotomontaggio e successivamente la cosiddetta "spettralizzazione degli oggetti". Come del resto scriveranno Filippo Tommaso Marinetti e Tato nel "Manifesto della Fotografia Futurista", nel 1930, dopo aver citato i fondamentali esperimenti di fotodinamismo futurista di Anton Giulio Bragaglia in collaborazione col fratello Carlo Ludovico nel 1912-1913, occorrerà sperimentare la fotografia verso nuovi orizzonti. 
Sulla base di queste tendenze, attingendo anche alle esperienze straniere, in particolare a quelle di László Moholy-Nagy, il "fotodinamismo futurista" di Bellusi trascese il blocco del movimento cioè l'operazione della fotografia che nello scatto "congela" il tempo. I fotografi futuristi consideravano, infatti, la fotografia stessa come una "pietrificazione", come se fermasse arbitrariamente il tempo in una sorta di immobilità temporale. Bellusi trovò una fotografia trascendentale del movimento, utilizzando il fotomontaggio per creare immagini che mostrassero urgenza e movimento – come la sua immagine "Traffico moderno nell’antica Roma" del 1930. La descrizione è quella di una "vertigine".
Nel 1929 aveva aperto un proprio studio fotografico e negli anni Trenta prese parte a varie mostre di fotografia futurista. Non rinunciò alla sua attività di incisore, tanto che nel 1930 realizzò il manifesto per il Teatro Vittorio Alfieri di Asti con due maschere tragiche di profilo.
Nel 2015 presso la Galleria Sozzani di Milano, a cura di Giovanni Lista, venne organizzata una mostra di artisti e fotografi futuristi, tra i quali figurava anche Mario Bellusi.